# Esteban Torre Ontañón
Esteban Torre Ontañón (Soto de la Marina, 3 de setembre de 1971) és un exfutbolista i entrenador càntabre. Com a jugador ocupava la posició de migcampista. És pare de Pablo Torre.

## Trajectòria
Sorgit del planter del Racing de Santander, puja al primer equip a inicis de la dècada dels 90, i el 1993 aconsegueix l'ascens a la màxima categoria. En els anys següents, Esteban Torre seria un dels jugadors més destacats de l'equip càntabre, però després de dues temporades a bon nivell, la temporada 96/97 deixa de comptar, i tan sols apareix en 14 partits, la meitat suplent.
L'estiu de 1997 marxa al CD Logroñés, de la Segona Divisió, on no té massa fortuna. Retorna a Santander, però no troba lloc a l'equip i marxa de nou, ara al CD Toledo. Al conjunt manxec hi recupera minuts, tot i que no acaba d'aconseguir un lloc a l'onze titular. El Toledo baixa a Segona B el 2000, i llavors el migcampista recala a la Universidad de Las Palmas CF, amb qui viuria un nou descens a la categoria de bronze. A partir d'eixe moment, Esteban Torre militaria en equips de divisions més modestes.
Després de retirar-se, Esteban Torre ha seguit vinculat al món del futbol, tot dirigint a la Bezana, de la Tercera de Cantàbria.